# Kreuz Wittlich
Kreuz Wittlich is een knooppunt in de Duitse deelstaat Rijnland-Palts.
Hier sluiten de A60 vanaf de Belgische grens ten noordwesten van Winterspelt aan op de B50 vanaf de aansluiting Rheinböllen aan op de A1 Heiligenhafen-Saarbrücken.

## Geografie
Het knooppunt ligt in de gemeente Altrich ten zuiden van de stad Wittlich, waar het knooppunt naar genoemd is.
Nabijgelegen steden en dorpen zijn Wittlich, Salmtal en Dreis. 
Het knooppunt ligt ongeveer 2 kilometer ten zuidoosten van het centrum van Wittlich, ongeveer 94 km ten zuidwesten van Koblenz en ongeveer 111 km ten noorden van Saarbrücken.

## Configuratie
Knooppunt
Het is een klaverbladknooppunt met rangeerbanen langs beide snelwegen.
Rijstrook
Nabij het knooppunt hebben beide snelwegen 2x2 rijstroken.
Alle verbindingswegen hebben één rijstrook.
Bijzonderheid
Vanaf hier is de A60 tot aan het Dreieck Nahetal onderbroken door de B50 en de A61.
Direct ten westen van het knooppunt gaat de A60 over in de B50, die eveneens 2x2 rijstroken telt.

## Verkeersintensiteiten
Dagelijks passeren ongeveer 60.000 voertuigen het knooppunt.
| Van                     | Naar             | Gemiddeld aantal Voertuigen per dag |
| ----------------------- | ---------------- | ----------------------------------- |
| AS Wittlich-Mitte (A 1) | AK Wittlich      | 28.300                              |
| AK Wittlich             | AS Salmtal (A 1) | 30.600                              |
| AS Wittlich-West (A 60) | AK Wittlich      | 10.600                              |

## Richtingen knooppunt
| Aansluitende wegen                    | Aansluitende wegen                 | Aansluitende wegen                       | Aansluitende wegen | Aansluitende wegen |
| ------------------------------------- | ---------------------------------- | ---------------------------------------- | ------------------ | ------------------ |
|                                       |                                    | richting Wittlich-Mitte Koblenz / Keulen |                    |                    |
|                                       |                                    |                                          |                    |                    |
| richting Wittlich-West Bitburg / Luik | richting Osann-Monzel Hahn / Mainz |                                          |                    |                    |
|                                       |                                    |                                          |                    |                    |
|                                       |                                    | richting Trier / Luxemburg Saarbrücken   |                    |                    |